# Seguidilla (música)

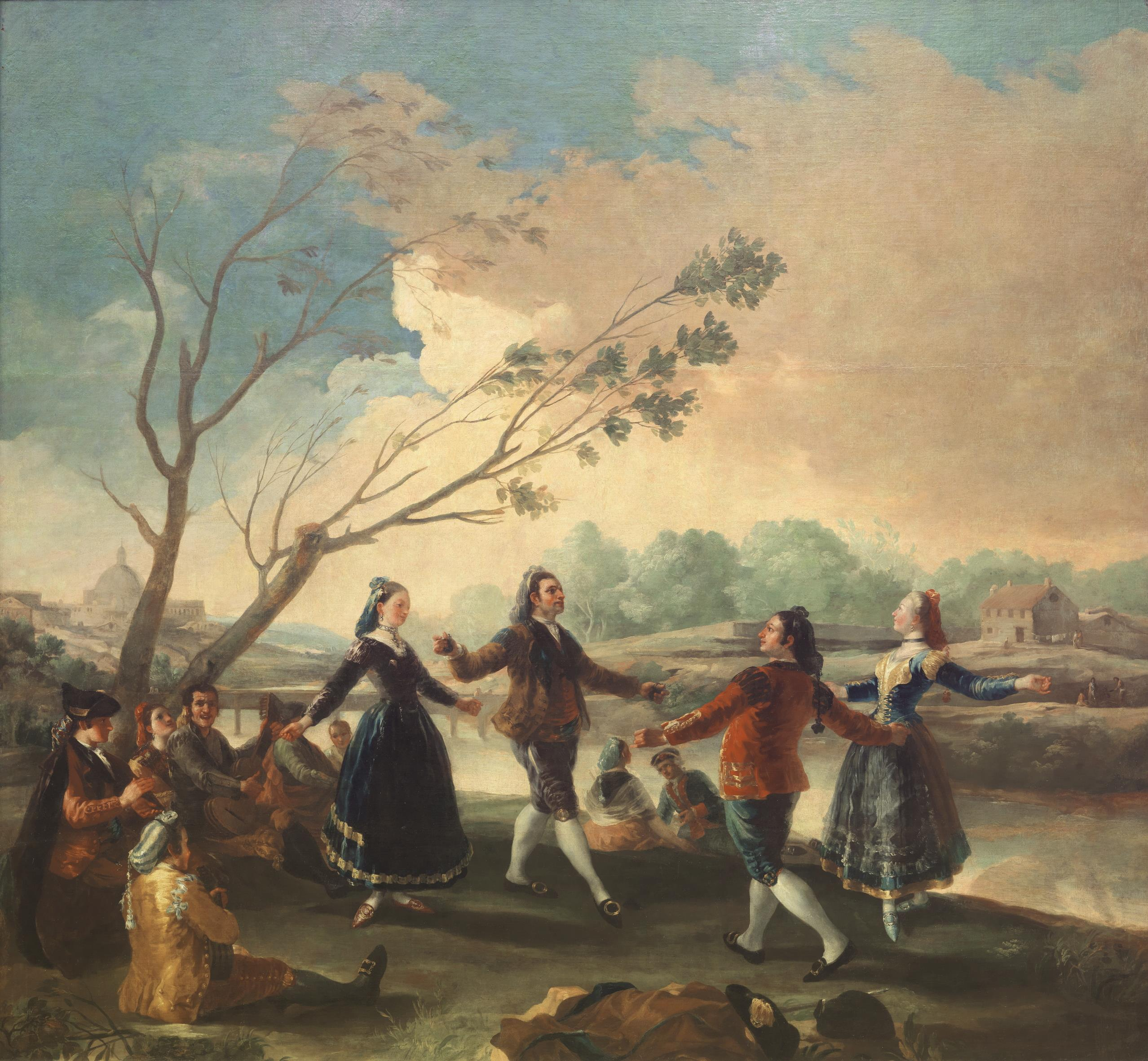
El baile a orillas del Manzanares, de Francisco de Goya. Representación de una escena popular de majos y majas bailando las seguidillas a orillas del río Manzanares en Madrid.

Las seguidillas son un tipo de canciones españolas acompañadas de danza, típicas de la antigua región de Castilla la Nueva (formada por las actuales comunidades autónomas de Castilla-La Mancha y Madrid), así como del sur de Castilla y León (provincias de Segovia, Ávila y Burgos). Las seguidillas también son típicas en la música tradicional de la comunidad autónoma de Canarias.

## Características
Ritmo ternario, y movimiento animado, con acompañamiento de castañuelas, guitarras, bandurrias, laúd, almirez y botella de anís con llave, también se tocan con la dulzaina, guitarro, violín, flautas y el tamboril. En compás de 3/4 o 3/8, está distribuida habitualmente en estrofas de cuatro versos alternativos de siete y cinco sílabas con asonancia en los pares, seguidas de estribillos de tres versos de cinco sílabas el primero y tercero y de siete el segundo. El contenido de sus letras suele ser de tema amoroso, pero también las hay de temática pícara o jocosa. Se baila por parejas que pueden ser mixtas, estas forman un círculo y se van cambiando de parejas. Se bailan en las fiestas patronales.

## Orígenes
De mayor antigüedad la copla que la música, aparecen en el teatro clásico español y en la tonadilla escénica del siglo XVIII. Quevedo dice de ellas que «arrinconaron a las rancias danzas de reverencias que se acompañaban con arpa y rabel».
Considerada como la matriz de las danzas de la región y cuyo origen se disputan Andalucía y La Mancha, de ella se derivan el fandango y el bolero, y, concretamente, las seguidillas.

## Historia
Según Navarro Tomás, los ejemplos más tempranos se encuentra en las jarchas hispanohebreas de los siglos XI y XII, así como en las cantigas gallegas del siglo XIII de Alfonso X el Sabio, Meendinho o Martín Codax, de quien es este ejemplo:

Mía irmana fremosa,
treides comigo
a la igreja de Vigo,
u é o mar salido

Desde el siglo XV aparecen con progresiva frecuencia en autores tan destacados como Juan de Timoneda, Sebastián de Horozco, Santa Teresa de Jesús o San Juan de la Cruz.
La denominación "seguidilla" aparece por primera vez en el Guzmán de Alfarache de Mateo Alemán (1599), quien afirma que «las seguidillas arrinconaron a la zarabanda », si bien la primera definición aparece en el Cisne de Apolo de Luis Alfonso de Carvallo (1602):

Hay estancias de dos versos que tienen las consonancias continuas, y llámanlas seguidillas porque se suelen seguir unas de otras, aunque cada una ha de perficionar en sí la sentencia y concepto, sin pasar ni quedar pendiente a las demás. Suélense cantar muy comúnmente, y sea ésta del Sanctísimo Sacramento ejemplo:

Hoy se cubre y tapa debajo un velo,
el que cubre tierras, mares y cielo.

Cervantes en su Quijote, atestigua que se bailaban y cantaban en su época:

Con esto dejaron la ermita y picaron hacia la venta, y a poco trecho toparon un mancebito que delante dellos iba caminando no con mucha priesa, y así le alcanzaron; llevaba la espada sobre el hombro y en ella puesto un bulto o envoltorio, al parecer, de sus vestidos, que, al parecer, debían de ser los calzones o greguescos, y herreruelo, y alguna camisa, porque traía puesta una ropilla de terciopelo, con algunas vislumbres de raso, y la camisa, de fuera; las medias eran de seda y los zapatos cuadrados, a uso de Corte; la edad llegaría a diez y ocho o diez y nueve años, alegre de rostro y, al parecer, ágil de su persona; iba cantando seguidillas para entretener el trabajo del camino; cuando llegaron a él, acababa de cantar una, que el primo tomó de memoria, que dicen que decía:
A la guerra me lleva
mi necesidad.
Si tuviera dineros,
no fuera, en verdad.
El Quijote, II parte, cáp. XXIV

Con posterioridad, formó parte esencial en los sainetes y tonadillas en el siglo XVIII, y más tarde de las zarzuelas.
Manuel de Falla consideraba la siguiriya, una variante, como el más antiguo de todos los cantes flamencos, enraizándola con el cante litúrgico bizantino.
George Bizet compuso unas seguidillas célebres y muy sui generis para su ópera Carmen, e Isaac Albéniz subtituló Seguidillas a su pieza Castilla, de la Suite española.

## Variantes

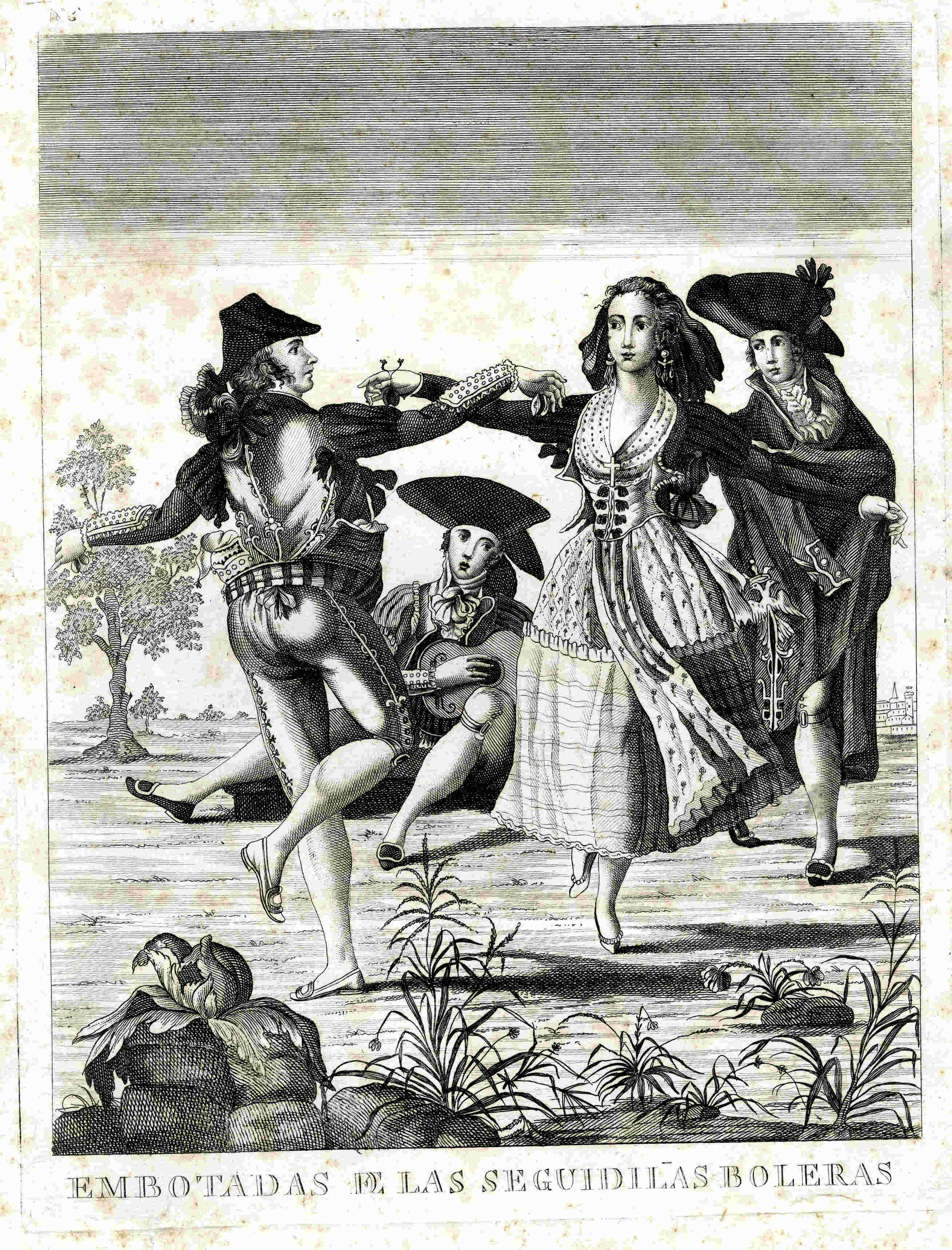
Seguidillas boleras. Grabado del

Sus principales variantes en España son:
- manchegas: originarias de La Mancha, con ritmo muy vivo, componiéndose su coreografía de un preludio instrumental e interludio (llamados falsetas) entre cada estrofa. Están declaradas Bien de Interés Cultural con la categoría de Bien Inmaterial.[3]
- boleras: señoriales y reposadas
- murcianas
- sevillanas
- gitanas,[4] también llamadas playeras, y
- siguiriyas: de carácter sentimental y movimiento lento, que contiene un doble ritmo de 3/4 y 6/8 alternos, componiéndose su coreografía de un preludio instrumental e interludio, al igual que las manchegas, entre cada estrofa.
- jaleada: tiene un ritmo combinado de 3/4 y de 3/8 y está emparentada con la cachucha.
- seguidilla canaria[5]

En América:
- La sirilla, seguidilla o segrilla es danza antigua de Chiloé (Chile), descendiente de la seguidilla española.